# Maple Leaf Foods
Maple Leaf Foods Inc. er en canadisk fødevarevirksomhed, der fokuserer på kødproduktion og kødprodukter. De har hovedkvarter i Mississauga, Ontario og i alt 24.000 ansatte.
Maple Leaf Foods blev etableret i 1991 ved en fusion mellem Canada Packers og Maple Leaf Mills. Canada Packers blev etableret i 1927 ved en fusion mellem flere Toronto-baserede kødproducenter.